# ستيوارت هوم
ستيوارت هوم (بالإنجليزية: Stewart Home)‏ (24 مارس 1962، لندن في المملكة المتحدة)؛ كاتب، صحفي، موسيقي وروائي بريطاني.